# Liste der Baudenkmale in Wustermark
In der Liste der Baudenkmale in Wustermark sind alle denkmalgeschützten Bauten der brandenburgischen Gemeinde Wustermark und ihrer Ortsteile aufgelistet. Grundlage ist die Veröffentlichung der Landesdenkmalliste mit dem Stand vom 31. Dezember 2021.

## Legende
In den Spalten befinden sich folgende Informationen:
- ID-Nr.: Die Nummer wird vom Brandenburgischen Landesamt für Denkmalpflege vergeben. Ein Link hinter der Nummer führt zum Eintrag über das Denkmal in der Denkmaldatenbank. In dieser Spalte kann sich zusätzlich das Wort Wikidata befinden, der entsprechende Link führt zu Angaben zu diesem Denkmal bei Wikidata.
- Lage: die Adresse des Denkmales und die geographischen Koordinaten. Link zu einem Kartenansichtstool, um Koordinaten zu setzen. In der Kartenansicht sind Denkmale ohne Koordinaten mit einem roten beziehungsweise orangen Marker dargestellt und können in der Karte gesetzt werden. Denkmale ohne Bild sind mit einem blauen bzw. roten Marker gekennzeichnet, Denkmale mit Bild mit einem grünen beziehungsweise orangen Marker.
- Bezeichnung: Bezeichnung in den offiziellen Listen des Brandenburgischen Landesamtes für Denkmalpflege. Ein Link hinter der Bezeichnung führt zum Wikipedia-Artikel über das Denkmal.
- Beschreibung: die Beschreibung des Denkmales
- Bild: ein Bild des Denkmales und gegebenenfalls einen Link zu weiteren Fotos des Baudenkmals im Medienarchiv Wikimedia Commons

## Allgemein
| ID-Nr.   | Lage   | Bezeichnung                                                         | Beschreibung                | Bild           |
| -------- | ------ | ------------------------------------------------------------------- | --------------------------- | -------------- |
| 09150048 | (Lage) | Satzung zum Schutz des Denkmalbereiches Eisenbahner-Siedlung Elstal | Eisenbahner-Siedlung Elstal | weitere Bilder |

## Denkmale in den Ortsteilen

### Buchow-Karpzow
| ID-Nr.            | Lage   | Bezeichnung | Beschreibung | Bild           |
| ----------------- | ------ | ----------- | ------------ | -------------- |
| 09150031 Wikidata | (Lage) | Dorfkirche  |              | weitere Bilder |

### Dyrotz
| ID-Nr.   | Lage   | Bezeichnung | Beschreibung | Bild           |
| -------- | ------ | ----------- | --- | -------------- |
| 09150393 | (Lage) | Dorfkirche  | Die barocke Saalkirche stammt aus dem Jahr 1737, die auf einem älteren Kern errichtet wurde. Im Innern befinden sich unter anderem ein Kanzelaltar aus dem Jahr 1752 sowie ein Taufengel aus der Zeit um 1750. | weitere Bilder |

### Elstal
| ID-Nr.            | Lage                                  | Bezeichnung | Beschreibung | Bild                                                                                 |
| ----------------- | ------------------------------------- | --- | --- | ------------------------------------------------------------------------------------ |
| 09150042          | (Lage)                                | Olympisches Dorf, bestehend aus 20 Wohnhäusern, Hindenburghaus, Speisehaus der Nationen, Maschinenhaus, Kommandantenhaus, Schwimmhalle, Turnhalle, Wasserwerk, Sportplatz, gärtnerisch gestalteter Landschaft mit See und Wegesystem, Grundmauern der „Bastion“, an der B 5 | Das Olympische Dorf wurde von Werner und Walter March geplant. In der Gemarkung der Gemeinde Dallgow-Döberitz errichtete man etwa zehn Kilometer vor den Toren Berlins in den Jahren von 1934 bis 1936 das Olympische Dorf. Die Landschaftsarchitektur erinnerte an die damaligen geographischen Gegebenheiten des deutschen Reiches, so hatte jedes Haus den Namen einer deutschen Stadt, das Speisehaus der Nationen zum Beispiel Haus Berlin. | weitere Bilder                                                                       |
| 09150711 Wikidata | Karl-Liebknecht-Platz (Lage)          | Evangelische Kirche Elstal | | weitere Bilder                                                                       |
| 09150055          | (Lage)                                | Rangierbahnhof Wustermark, bestehend aus Stationsgebäude, Bahnbetriebswerkgebäude, zwei Verwaltungsbauten, Lokschuppen, Kraftwerk, Wasserturm, Stellwerk nördlich des Stationsgebäudes, Stellwerk Wzb, Stellwerk Rs IV und Rs V, Bekohlungsanlage für den Dampflokbetrieb bestehend aus einer Sturzbühne, zwei Hochbunkern, einem Sandofen, einem Restaurierungskanal mit Schlackeaufzug und Wasserschwenkkran; Sammelbrunnen westlich des Kraftwerkes, Klärwerk, Trafohaus mit Leitungsaufsatz, Wagenuntersuchungshalle, Umladehalle | Rangierbahnhof Wustermark | weitere Bilder                                                                       |
| 09150049          | ()                                    | Denkmal für die Opfer des Faschismus (OdF) | | Denkmal für die Opfer des Faschismus (OdF)                                           |
| 09150050          | (Lage)                                | Postmeilensäule, am Ortseingang | Ein Pyramidenstumpf aus dem 19. Jahrhundert mit der Aufschrift "30 km von Berlin" steht südwestlich des Ortes. | Postmeilensäule, am Ortseingang                                                      |
| 09150461          | Ernst-Walter-Weg 8 (Lage)             | Doppelwohnhaus, Teil der Stahlhaussiedlung | | Doppelwohnhaus, Teil der Stahlhaussiedlung                                           |
| 09150462          | Ernst-Walter-Weg 32/33 (Lage)         | Doppelwohnhaus, Teil der Stahlhaussiedlung | | Doppelwohnhaus, Teil der Stahlhaussiedlung                                           |
| 09150479          | Hauptstraße (Lage)                    | Garagenkomplex der Flak-Kaserne mit sechs Stahlbeton- und neun Binder-Konstruktionen | | Garagenkomplex der Flak-Kaserne mit sechs Stahlbeton- und neun Binder-Konstruktionen |
| 09150464          | Hermann-Stickelmann-Straße 3/4 (Lage) | Doppelwohnhaus, Teil der Stahlhaussiedlung | | Doppelwohnhaus, Teil der Stahlhaussiedlung                                           |
| 09150465          | Hermann-Stickelmann-Straße 8 (Lage)   | Doppelwohnhaus, Teil der Stahlhaussiedlung | | Doppelwohnhaus, Teil der Stahlhaussiedlung                                           |
| 09150467          | Hermann-Stickelmann-Straße 17 (Lage)  | Doppelwohnhaus, Teil der Stahlhaussiedlung | | Doppelwohnhaus, Teil der Stahlhaussiedlung                                           |
| 09150463          | Sophie-Scholl-Straße 7/8 (Lage)       | Doppelwohnhaus, Teil der Stahlhaussiedlung | | Doppelwohnhaus, Teil der Stahlhaussiedlung                                           |

### Hoppenrade
| ID-Nr.            | Lage   | Bezeichnung | Beschreibung | Bild           |
| ----------------- | ------ | ----------- | ------------ | -------------- |
| 09150490 Wikidata | (Lage) | Dorfkirche  |              | weitere Bilder |

### Priort
| ID-Nr.            | Lage                       | Bezeichnung                                                         | Beschreibung | Bild                |
| ----------------- | -------------------------- | ------------------------------------------------------------------- | --- | ------------------- |
| 09150273 Wikidata | Priorter Dorfstraße (Lage) | Dorfkirche                                                          | Dorfkirche, 1745 von Jean-Jacques Digeon de Monteton (1701–1765) als Ersatz für die bereits in den 1670er Jahren abgebrannte Vorgängerkirche errichtet | weitere Bilder      |
| 09150667          | Am Obstgarten (Lage)       | Grablege des Barons Monteton, bestehend aus Grabgewölbe und Denkmal | | weitere Bilder      |
| 09150548          | Priorter Chaussee (Lage)   | Schrankenwärterhaus                                                 | Das kleine, eingeschossige Häuschen mit Satteldach liegt südwestlich des Ortes.                                                                        | Schrankenwärterhaus |

### Wustermark
| ID-Nr.                           | Lage                          | Bezeichnung                                   | Beschreibung | Bild           |
| -------------------------------- | ----------------------------- | --------------------------------------------- | --- | -------------- |
| 09150391 Wikidata                | Friedrich-Rumpf-Straße (Lage) | Dorfkirche                                    | Die evangelische Kirche wurde 1793 erbaut, wobei Teile des Vorgängerbaus verwendet wurden. Im Inneren ein Kanzelaltar aus dem 18. Jahrhundert. Das Orgelprospekt stammt aus dem 19. Jahrhundert. | weitere Bilder |
| 09151016 Wikidata                | Dorfstraße 30 (Lage)          | Dorfkirche Wernitz mit Friedhofsmauer und Tor | | weitere Bilder |
| 09151017 Teilobjekt zu: 09151016 | Dorfstraße 30 (Lage)          | Orgel                                         | Die Orgel wurde 1876 von der Firma Carl Eduard Gesell hergestellt. | BW             |
| 09151021 Teilobjekt zu: 09151016 | Dorfstraße 30 (Lage)          | Glocke                                        | Die Glocke wurde 1881 gegossen. | BW             |
| 09150392                         | Hamburger Straße 8 (Lage)     | Schule mit Wandgestaltung                     | Grundschule Otto Lilienthal (ehemalige Friedrich-Fenz-Oberschule). Die Schule wurde 1955/56 erbaut. Bestandteil des Denkmals ist ein Wandbild von Ronald Paris aus der Erbauungszeit der Schule. | weitere Bilder |